# Noailles
Noailles je priimek več ljudi:
- Adrien Noailles, francoski general
- Anne-Jules Noailles, francoski maršal
- Antoine Noailles, francoski admiral
- Jean Noailles, francoski general
- Louis Noailles, francoski maršal
- Louis-Antoine, kardinal de Noailles, francoski kardinal